# Allobremia upolui
Allobremia upolui är en tvåvingeart som beskrevs av Barnes 1928. Allobremia upolui ingår i släktet Allobremia och familjen gallmyggor. Inga underarter finns listade i Catalogue of Life.